# Castiarina quadriguttata
Castiarina quadriguttata es una especie de escarabajo del género Castiarina, familia Buprestidae.

## Taxonomía
Originalmente descrito como Stigmodera quadriguttata por Macleay en 1863, ahora clasificado como Castiarina quadriguttata.